# Дејан Матић (музичар)
Дејан Матић (Бихаћ, 26. април 1978) српски је певач фолк музике.

## Биографија
Рођен је 1978. године у Бихаћу. Пореклом је из Дрвара. Са родитељима и братом Сашом (који је такође певач и слеп од рођења) преселио се у Београд, а затим уписао музичку школу у Земуну (одсек клавир). Завршио је нижу и средњу музичку школу. 
Највећи хитови у његовој каријери су: Нико и неко, Дозвола за љубав, Жељо моја, Она је моја, Следећа, Топле ноћи врели дани, Заиграј, Пола пола, Грешница и вила, Ожењен сам, Лутка, Није то било то, Око нас, Остани, Та лепа жена неверна, Бурма. 
Брат је певача Саше Матића. Ожењен је и живи на релацији Београд-Беч. Обожавалац је фудбалског клуба Црвена звезда.

## Албуми
- 2002 – ЗаиграјЗаиграј
- 2004 – Жељо моја (албум)
- 2009 – Синоним за љубав
- 2010 – Дала си ми свега осим љубави
- 2013 – 100 живота
- 2015 – Око нас

## Синглови
- 2008. Није то било то
- 2008. Дозвола за љубав

- 2012. Још дугујем ти ноћ
- 2016. Луд и млад
- 2017. Твоја невера
- 2017. Дефицит
- 2018. Преко

## Фестивали
- 2006. Гранд фестивал - Нико и неко
- 2010. Гранд фестивал - Имам само Бога за сведока
- 2011. Врњачка Бања - Добро је, награда публике и награда за најбољу интерпретацију
- 2012. Гранд фестивал - Не замери
- 2014. Гранд фестивал - Ако ми одеш ти

## Дуети
- 2008. Музика - дует са Стојом
- 2010. Ако те живот сломи - дует са Лидијом Милошевић
- 2012. Чили, чили - дует са Милица Павловић
- 2014. У граду - дует са Као као бендом
- 2016. Боље је овако - дует са Романа Панић
- 2016. Нема, нема, среће нема - дует са Неда Украден
- 2016. Погрешан сто - дует са Инспирација бендом
- 2022. Грешком испрошена (верзија уживо) са Џенан Лончаревић
- 2022. Не дам да немам те - дует са Милица Тодоровић
- 2024. Сватови - дует са Ивана Милојевић

### Спотови
| Спот                   | Година | Режисер                 |
| ---------------------- | ------ | ----------------------- |
| Нико и неко            | 2006   | DM SAT PRODUCTION VIDEO |
| Два друга              | 2009   | DM SAT PRODUCTION VIDEO |
| Ожењен сам             | 2012   | Горан Шљивић            |
| Она је моја            | 2013   | Горан Шљивић            |
| Топле ноћи врели дани  | 2013   | Горан Шљивић            |
| Око нас                | 2015   |                         |
| Остани                 | 2015   |                         |
| Предграђе              | 2015   |                         |
| Нема, нема, среће нема | 2016   | DM SAT PRODUCTION VIDEO |
| Погрешан сто           | 2016   | NN Media                |
| Дефицит                | 2017   | Royal Films             |
| Преко                  | 2018   | Royal Films             |
| Као на рани со         | 2019   | Иван Денић              |
| Где сте сада пријатељи | 2019   | Марко Арсић             |